# Instituto Superior de Arte del Teatro Colón
El Instituto Superior de Arte (ISA) es una institución educativa argentina que depende del Teatro Colón, en la ciudad de Buenos Aires. De sus aulas han surgido destacados cantantes, bailarines, músicos de orquesta, directores de escena, preparadores musicales de ópera y caracterizadores.
Tiene como objetivo la formación integral de artistas profesionales, según las necesidades de los más importantes teatros y centros culturales del país. Sus egresados integran mayoritariamente los organismos artísticos, como son el Ballet Estable y el Coro Estable del Teatro Colón. Numerosos alumnos y egresados han obtenido premios nacionales e internacionales y participan en las temporadas de los principales teatros del mundo.
Actualmente ofrece las carreras de Danza para mujeres y varones, Canto Lírico, Academia Orquestal, Dirección Escénica de Ópera, Caracterización y Preparación Musical de Ópera. Como parte de la formación del alumnado, el instituto organiza ciclos de presentaciones y giras en diversos escenarios de Buenos Aires y del país.

## Historia
Tuvo sus orígenes en 1922 con la creación de las Academias de Baile y Coro, las cuales empezaron a funcionar en las instalaciones del Teatro Colón y tenían como fin formar a artistas locales con vistas a la futura composición de los organismos estables. Con el tiempo, estas academias fueron remplazadas por la Escuela de Ópera y Arte Escénico, que tuvo entre sus maestros al destacado Carlos López Buchardo. Este músico argentino también fue el encargado de fundar el Conservatorio Nacional en 1924 y que funcionó dentro del Teatro Colón hasta tener su sede propia.
En 1960, una comisión integrada por Enrique Sivieri, Alberto Ginastera y Michel Borovski fundan el Instituto Superior de Arte, que incluyó a las antiguas escuelas pero con planes renovados. Su primer director fue Enrique Sivieri.